# Bibione
Bibione je populární přímořské letovisko v Itálii v regionu Benátsko, v provincii Benátky. Patří mezi nejoblíbenější mezi českými turisty. Žije zde necelých 3000 stálých obyvatel, v létě se však jejich počet až zestonásobí. Bibione má 8 km dlouhou, mírně se do moře svažující pláž. 

## Založení města
Sídlo bylo postupně založeno teprve na konci padesátých let 20. století, kdy se začala kultivovat bažina mezi mořem a lagunou a vysázela se rychle rostoucí vegetace (především kanadské topoly). Velký podíl na rozvoji této lokality měly především dvě místní rodiny - Mazzarotto a Bassi, které postupně vystavěly většinu místních ubytovacích zařízení i ostatní infrastrukturu a i v současné době mají vliv na rozvoj tohoto letoviska.
Největší rozmach letoviska započal v devadesátých letech, a to především díky nízkým cenám ubytování v apartmánech a krátké vzdálenosti pro české, slovenské a polské turisty, pro které to je jedna z nejbližších pláží. Společně s rakouskou, německou nebo švýcarskou klientelou, dnes již patří mezi tradiční návštěvníky letoviska. 
Bibione se dnes řadí mezi nejvýznamnější prázdninové destinace na severu Itálie. Je proslulé svoji neobvykle širokou pláží, která je každoročně ceněna jako jedna z nejlepší pláží v Itálii. Letovisko poskytuje kvalitní infrastrukturu a širokou míru využití. Jako první nabídlo Bibione zcela nekuřáckou pláž v celé Itálii. Mimo hotely u pláže nabízí především ubytování formou apartmánů a letních vil. Město je spojeno autobusovými linkami s Lignanem, letišti u Benátek nebo s vlakovými nádražími v Latisaně nebe Portogruaru.
V letovisku jsou celoroční termální lázně, které využívá především klientela s kožními problémy. 

## Geografie
Letovisko leží 85 km východně od hlavního města regionu Benátek na Benátské riviéře při ústí řeky Tagliamento, 580 km severně od hlavního města Říma a 380 km severně od San Marina. Je to část vnitrozemského města San Michele al Tagliamento. Leží na samém konci regionu Benátsko, na hranicích s regionem Furlansko-Julské Benátsko. Letovisko Lignano se nachází 3 km východně od města, přes řeku Tagliamento. Nejbližší železniční trať se stanici : Latisana-Lignano-Bibione, leží od letoviska 20 km severně, mezinárodní letiště pak 92 km severovýchodně.  

### Části Bibione
- Lido dei Pini – moderní část města s majákem
- Spiaggia – největší část, s vyhřívaným bazénem a tržištěm
- Lido del Sole
- Pineda – klidnější čtvrť, vhodná pro rodiny s dětmi

## Turistické cíle
- Maják
- Termální lázně
- Lunapark
- Spiaggia di Pluto – pláž pro pejskaře

## Podnebí

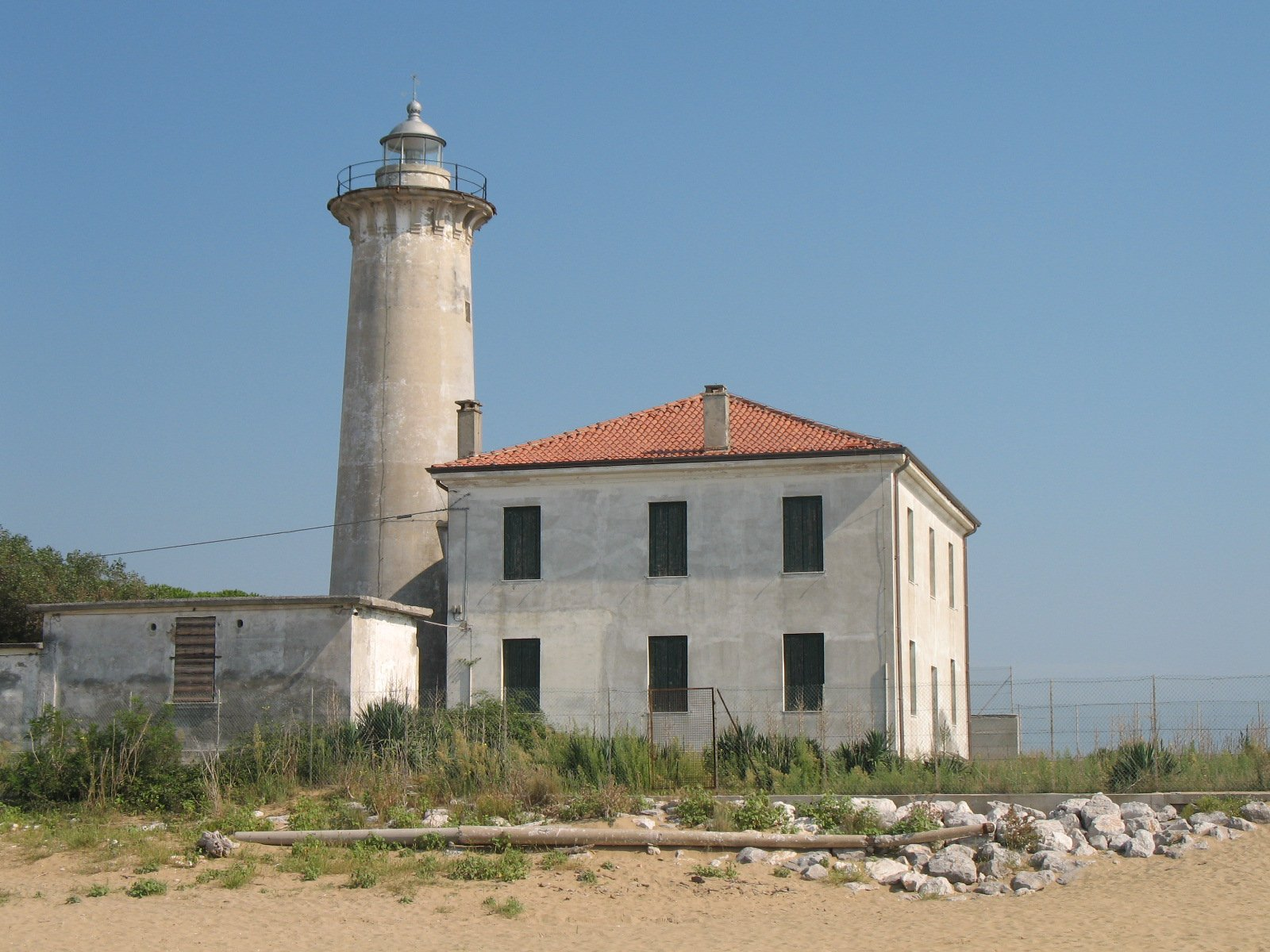
Maják v Bibione

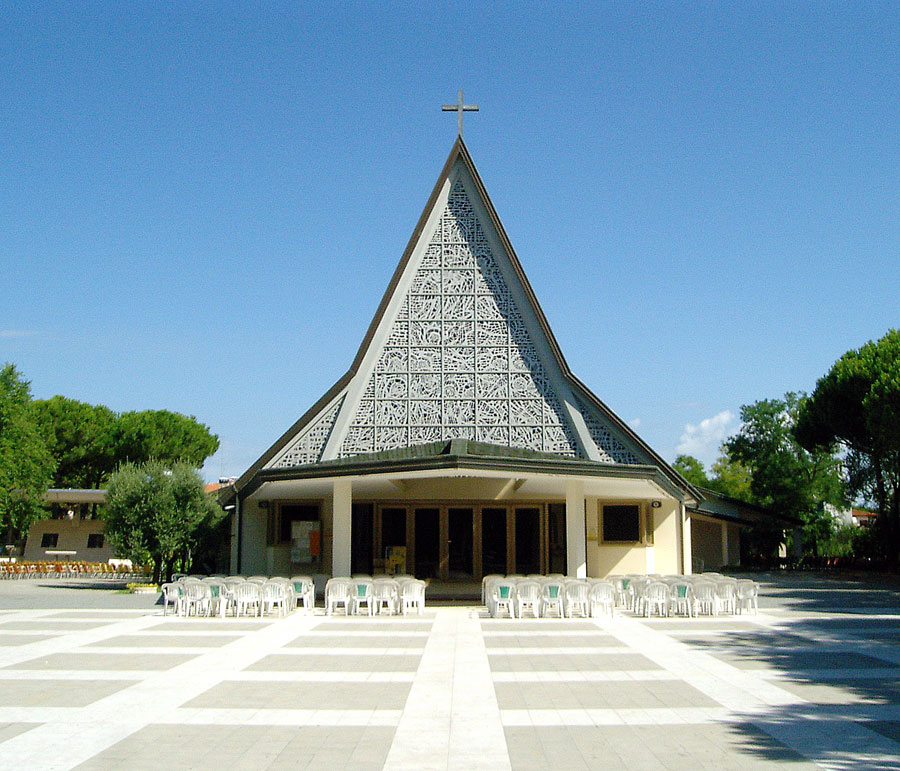
Kostel v Bibione

| Měsíc             | Led     | Úno     | Bře     | Dub     | Kvě     | Čer     | Čec     | Srp     | Zář     | Říj     | Lis     | Pro     | Rok      |
| ----------------- | ------- | ------- | ------- | ------- | ------- | ------- | ------- | ------- | ------- | ------- | ------- | ------- | -------- |
| Maximální teplota | 1,4 °C  | 3,1 °C  | 7,7 °C  | 13,4 °C | 18,7 °C | 21,2 °C | 23,6 °C | 23,5 °C | 18,6 °C | 12,8 °C | 5,5 °C  | 2,1 °C  | 12,7 °C  |
| Minimální teplota | −3,6 °C | −3,3 °C | −0,1 °C | 3,5 °C  | 8,4 °C  | 11,3 °C | 13,4 °C | 13,0 °C | 9,1 °C  | 4,9 °C  | 0,3 °C  | −2,2 °C | 4,5 °C   |
| Srážky            | 23,6 mm | 23,1 mm | 28,1 mm | 38,2 mm | 77,2 mm | 72,7 mm | 66,2 mm | 69,6 mm | 40,4 mm | 30,5 mm | 31,9 mm | 25,3 mm | 526,6 mm |